# Moloch (roman)
Pour les articles homonymes, voir Moloch (homonymie).
Moloch est un roman Thierry Jonquet, publié en 1998 chez Gallimard dans la collection Série noire.

## Résumé
Les inspecteurs Rovère, Dimeglio, Dansel et Choukroun enquêtent sur l'assassinat de plusieurs enfants. De son côté, à l'hôpital Armand-Trousseau, Françoise Delcourt est confrontée à un cas de maltraitance sur mineur lié au syndrome de Münchhausen par procuration.

## Quatrième de couverture
L'Éternel parla à Moïse et dit : Tu diras aux enfants d'Israël : si un homme des enfants d'Israël ou des étrangers qui séjournent en Israël livre à Moloch l'un de ses enfants, il sera puni de mort. (...) Si le peuple du pays détourne ses regards de cet homme qui livre ses enfants à Moloch et s'il ne le fait pas mourir, je tournerai, moi, ma face contre cet homme et contre sa famille et je le retrancherai du milieu de son peuple avec tous ceux qui se prostituent comme lui en se prostituant à Moloch. (La Bible, Lévitique, XX.)

## Polémique
Le roman a fait l'objet de poursuites judiciaires, pour un supposé délit de violation du secret de l'instruction, après la plainte déposée par les parents de la mère soupçonnée d'empoisonnement par injection d'insuline sur son enfant, comme dans le roman. L'auteur a finalement été relaxé, les parents ayant été déboutés de leurs demandes, dont celle concernant l’« atteinte à la mémoire » de leur fille, par le tribunal de grande instance de Paris,. 

## Personnages
- inspecteur divisionnaire Rovère
- inspecteur Dimeglio
- inspecteur Dansel
- inspecteur Choukroun
- juge d'instruction Nadia Lintz
- Françoise Delcourt, surveillante à l'Hôpital Armand-Trousseau
- Charlie

## Distinctions
- 1998 : Trophée 813 du meilleur roman francophone.
- 1999 : Prix Mystère de la critique.